# Tchornomorske
Ne doit pas être confondu avec Tchornomorsk.
Tchornomorske (en ukrainien : Чорномо́рське ; en russe : Черномо́рское, Tchernomorskoïe ; en tatar de Crimée : Aqmeçit) est une commune urbaine de république autonome de Crimée, en Ukraine, occupée par la Russie depuis 2014. Sa population s'élevait à 11 281 habitants en 2017. C'est le chef-lieu administratif du raïon du même nom et une petite station balnéaire.
L'ancien site grec est Kalos Limen (Καλός Λιμήν, ce qui signifie « joli port »). Ce site archéologique est ouvert à la visite.

## Géographie
La ville se situe dans la baie de Vouzka, sur la péninsule de Tarkhankout, au nord-ouest de la Crimée.

## Histoire

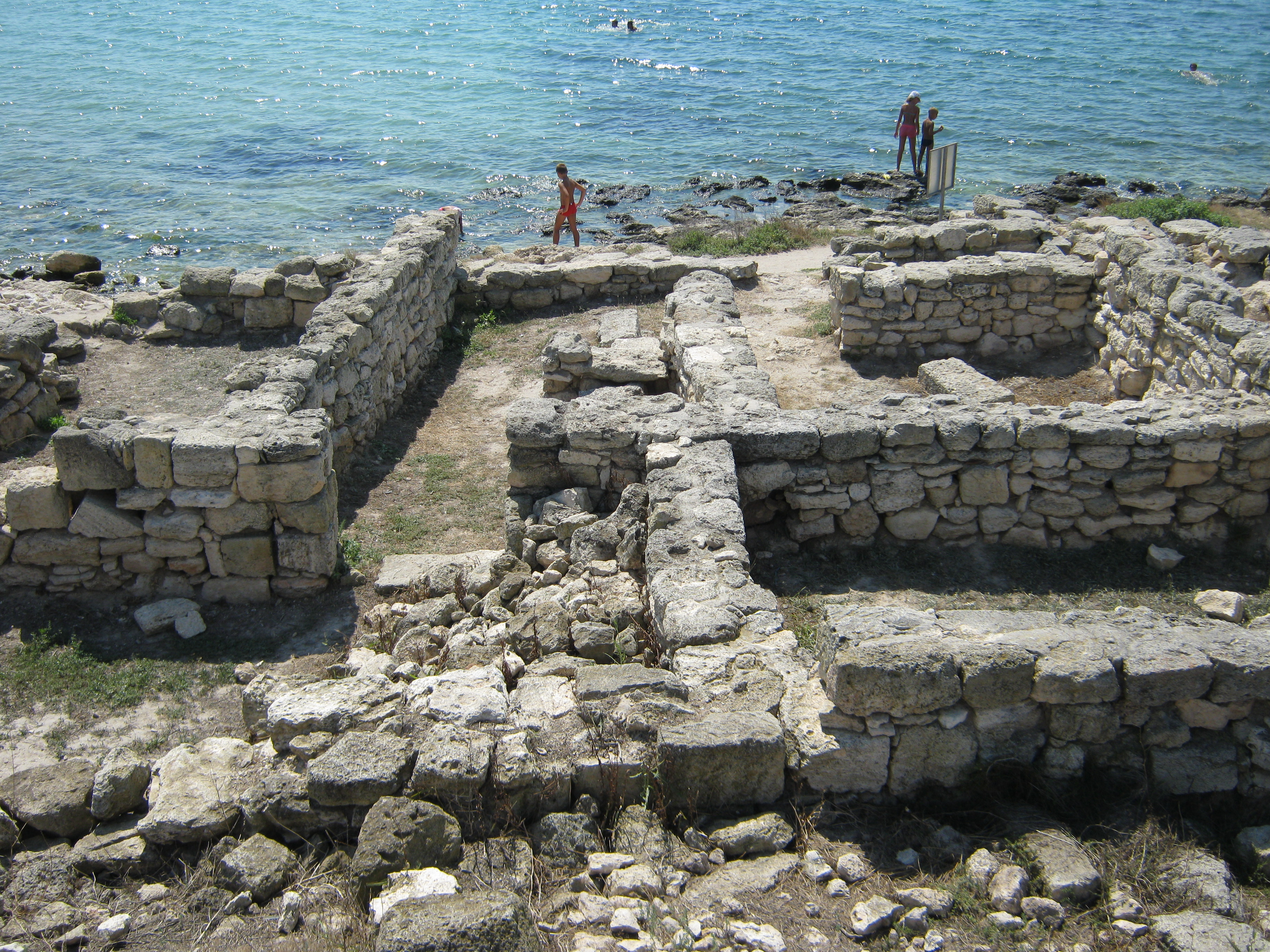
Le site de Kalos Limen.

Les premiers habitants des bords de cette baie étaient des colons grecs ioniens qui défrichaient les berges du Pont Euxin. La cité de Kalos Limen (Καλός Λιμήν) est fondée par Chersonèse de Tauride dans la seconde moitié du IVe siècle av. J.-C. C'est un port agricole et commercial important entre les Grecs et les Scythes. Au milieu du IIe siècle av. J.-C., la ville est prise par les Scythes au cours de la guerre entre Grecs et Scythes. Elle est libérée par les Grecs pontiques à la fin du siècle, mais reprise par les Scythes une cinquantaine d'années plus tard jusqu'au début du IIe siècle av. J.-C. C'en est alors fini pour les Scythes, sans doute grâce à l'intervention des Romains. Ensuite la région entre dans l'aire d'influence byzantine. À la fin du Moyen-Âge, la Crimée appartient au khanat de Crimée, vassal de l'Empire ottoman. L'endroit tombe en décadence et porte le nom d'Ak-Metchet, ce qui signifie en dialecte tatar de Crimée « la mosquée blanche ». En effet ce qui était devenu un petit village possédait alors une mosquée avec un minaret de pierre blanche.

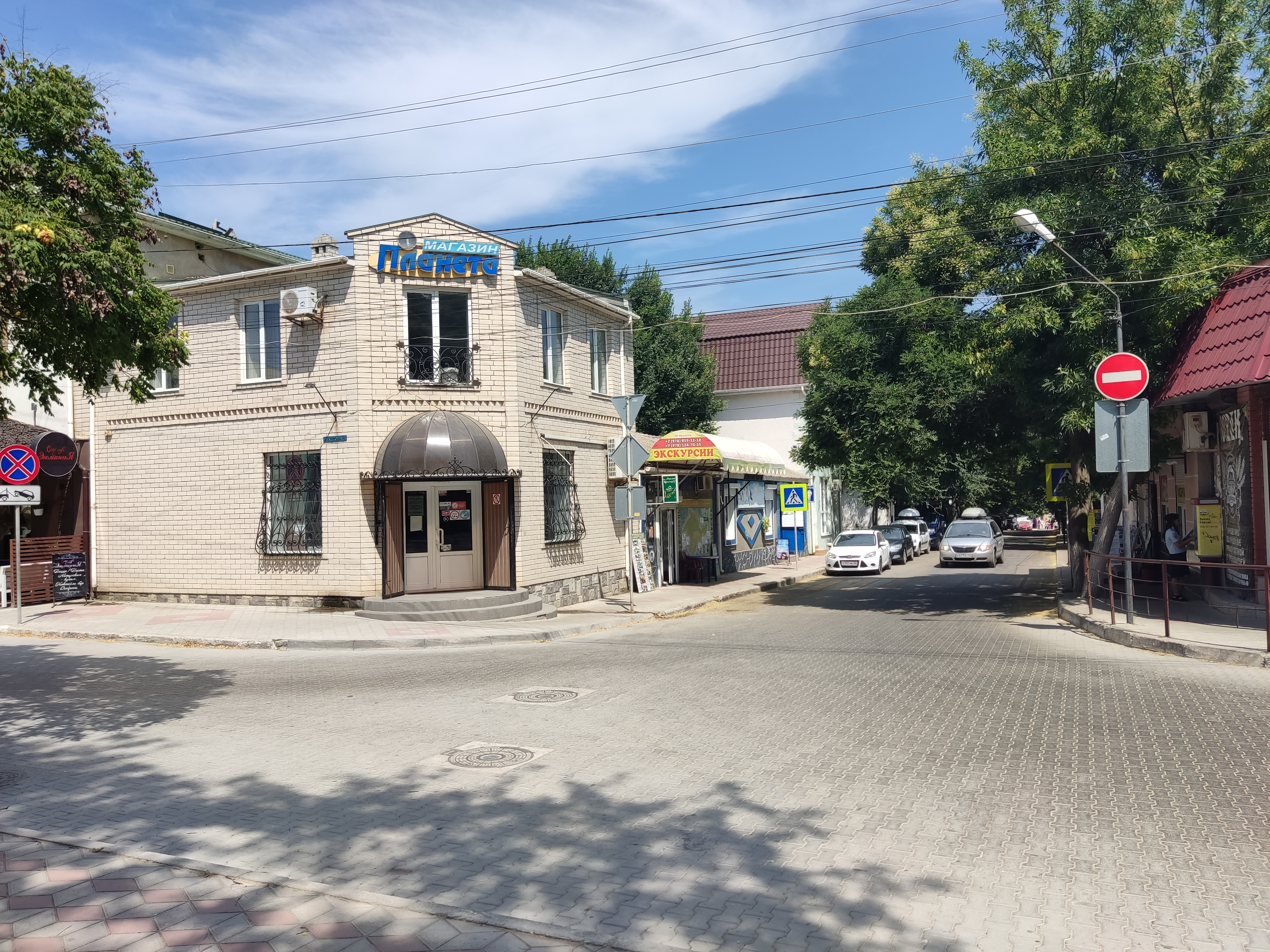
Centre-ville.

Lorsque Catherine II annexe la Crimée en 1783, les terres de l'actuelle Tchornomorské sont données à l'amiral Voïnovitch, glorieux vainqueur des Ottomans. En 1824, elles appartiennent au prince Vorontsov qui y fait élever des chèvres et des chameaux, cultiver du tabac et des vignes. Il consolide les rives de la baie et fait bâtir une église au milieu du village, consacrée à saint Zacharie et sainte Élisabeth. En 1835, le village comptait une vingtaine de foyers. Le hameau proche de Cheïklar comptait une quinzaine de foyers paysans. L'école paroissiale ouvre en 1885, puis en 1900 l'école de zemtsvo pour un programme de trois ans. Un petit dispensaire de quatorze lits ouvre également.   
La plupart des Tatars de Crimée sont déportés en 1944 pour accointance avec l'ennemi allemand et la ville prend son nom actuel qui signifie « de la mer Noire ». La localité devient une municipalité de type urbain en 1957.
C'est aujourd'hui une petite station balnéaire familiale.

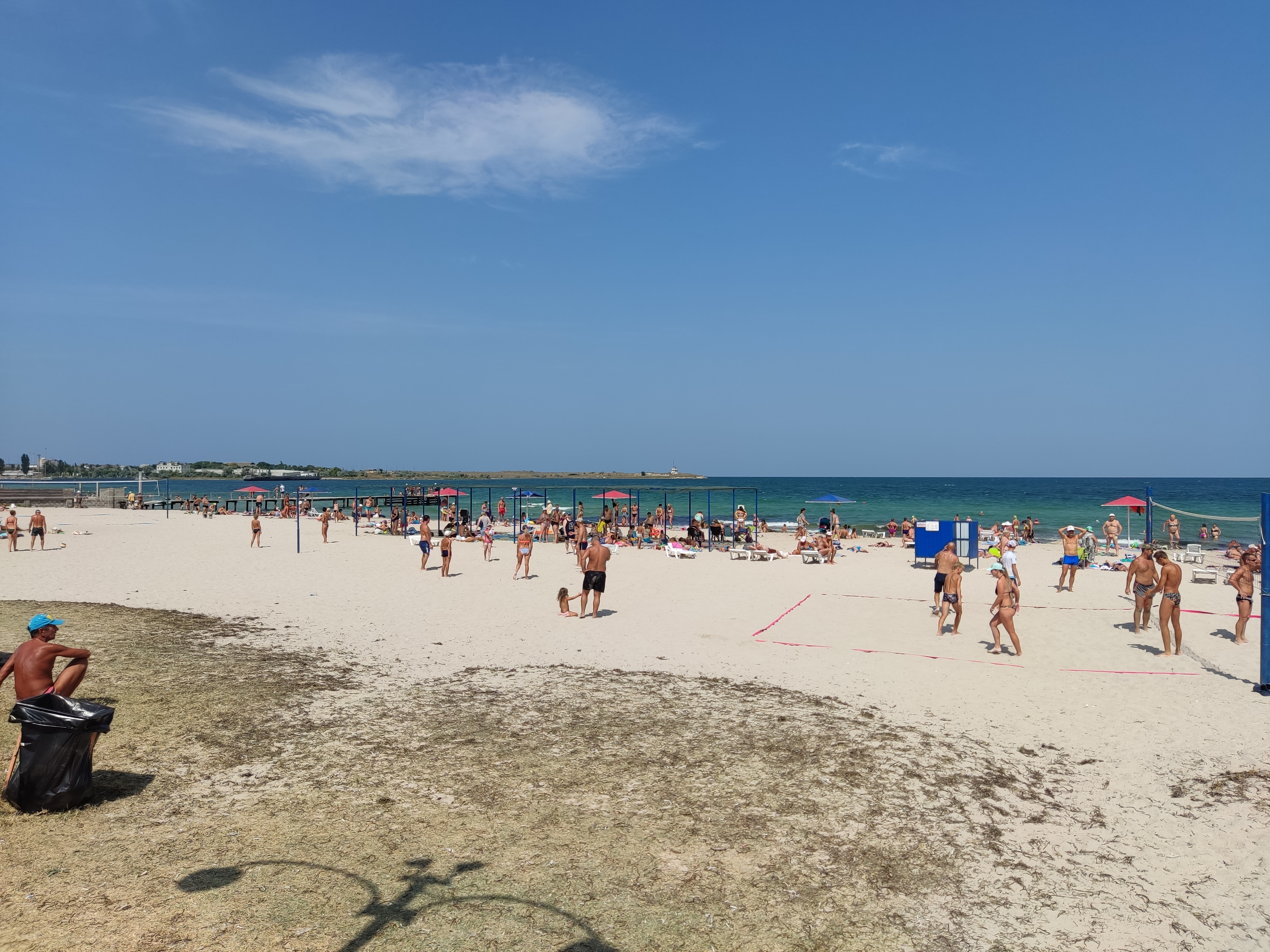
Plage de Tchornomorské en août 2021.
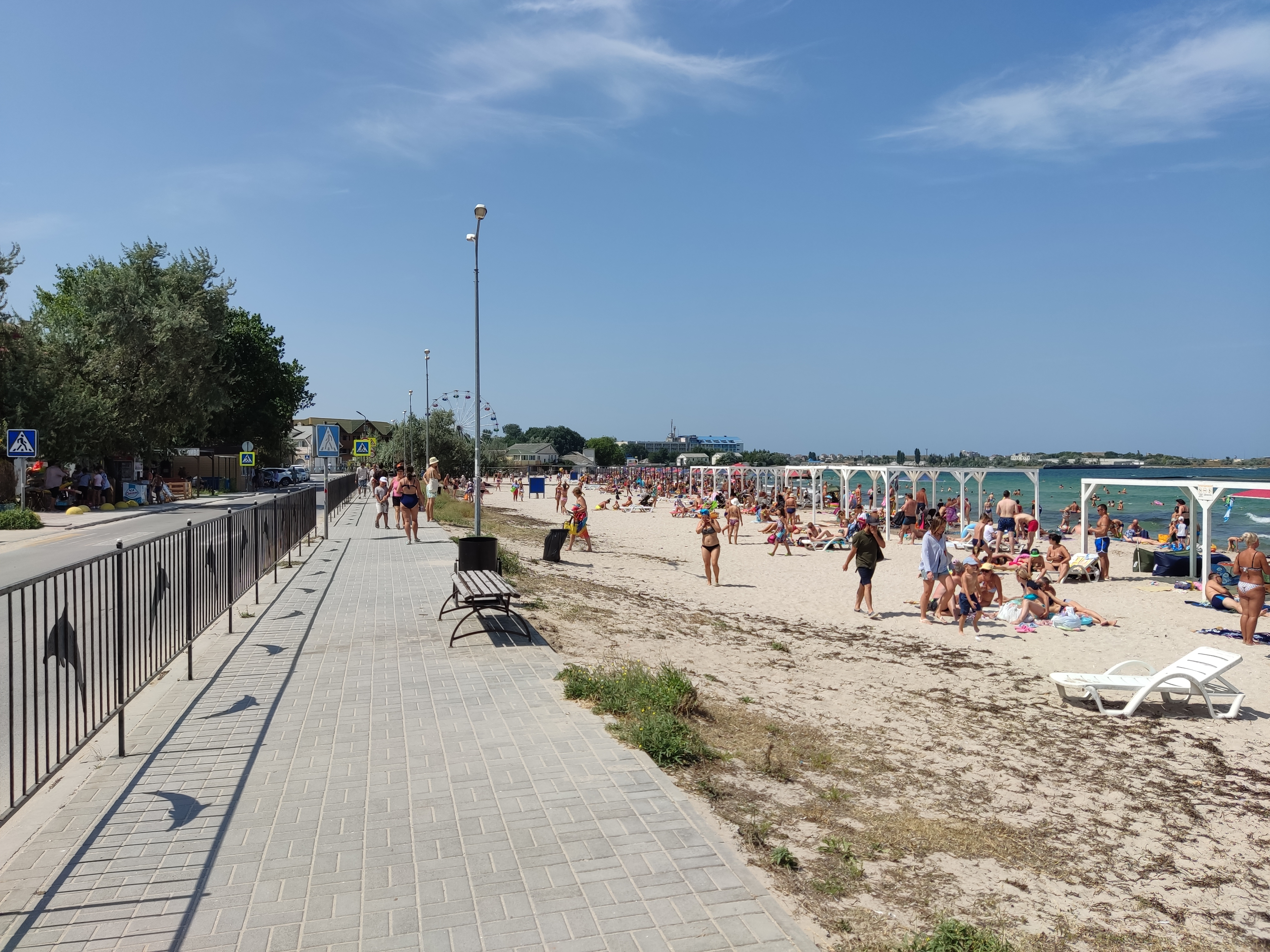
Plage de Tchornomorské à l'été 2021.
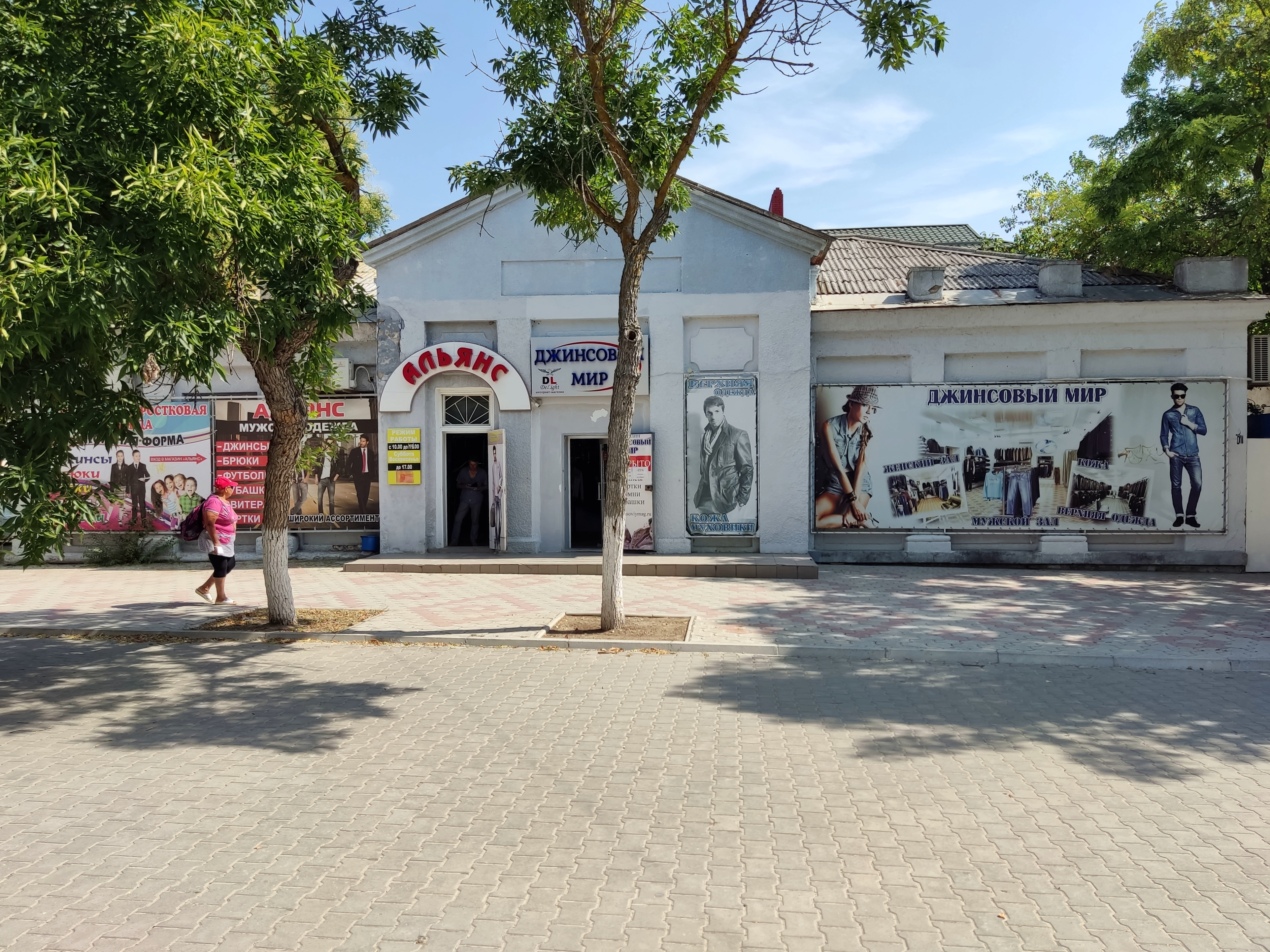
Boutique de mode masculine.
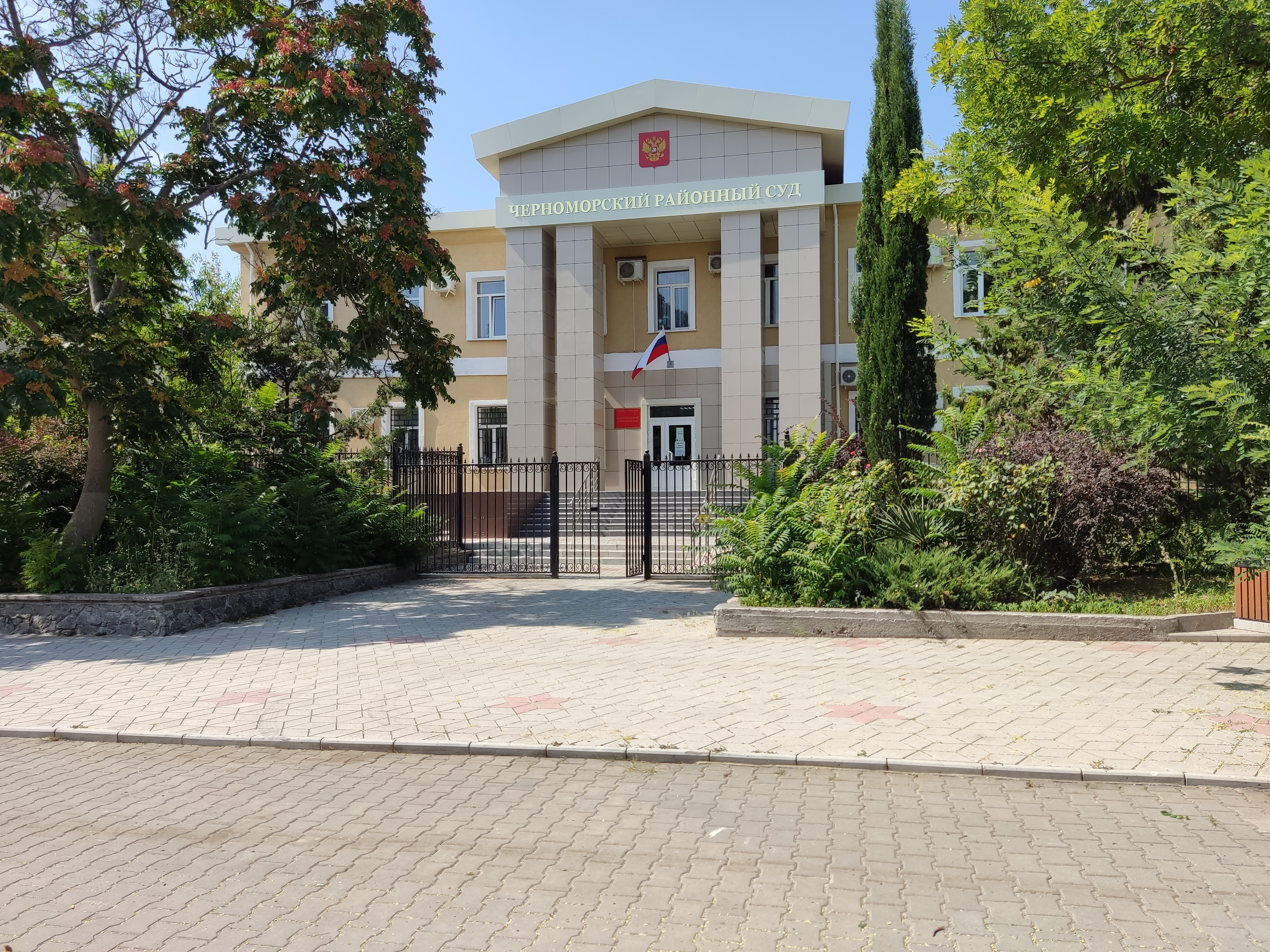
Tribunal du raïon.

## Personnalités liées
- Zi Faámelu